# Biota Products
Die Biota Products Ltd. war ein britischer Automobilhersteller in Dinnington, South Yorkshire.
1968 wurde dort der Biota Mk. I gebaut, der ein Austin / Morris Mini mit türloser Kunststoffkarosserie war. Motorisiert war der Buggy mit dem 0,85 l-Vierzylindermotor des Mini, der 34 bhp (25 kW) leistete.
Noch im selben Jahr verschwand die Marke wieder vom Markt, da die Nachfrage zu gering war.

## Modell
| Modell | Bauzeitraum | Zylinder | Hubraum | Leistung       | bei Drehzahl | Radstand |
| ------ | ----------- | -------- | ------- | -------------- | ------------ | -------- |
| Mk. I  | 1968        | 4 Reihe  | 848 cm³ | 34 bhp (25 kW) | 5500 min−1   | 1880 mm  |